# Hexoplon juno
Hexoplon juno är en skalbaggsart som beskrevs av Thomson 1865. Hexoplon juno ingår i släktet Hexoplon och familjen långhorningar.
Artens utbredningsområde är Paraguay. Inga underarter finns listade i Catalogue of Life.